# Антонюк, Александр Андреевич
Алекса́ндр Андре́евич Антоню́к (укр. Олександр Андрійович Антонюк; род. 29 января 1979, Луцк) — украинский футболист, защитник

## Биография
Первый тренер — В. Н. Байсарович. Начал выступать в 1996 году за команду ЕНКО из Луцка в любительском чемпионате Украины, где провёл 1 матч. Позже перешёл в луцкую «Волынь», которая выступала в Первой лиге Украины и провёл 12 игр. В 1998 году играл за львовские «Карпаты-2», сыграв за команду 12 матчей во Второй лиге Украины. С 1999 года по 2000 год выступал за запорожский «Металлург-2» во Второй лиге и сыграл в 23 матча.
В 2000 году Антонюк вернулся в «Волынь», в составе которой провёл 21 встречу. Зимой 2001 года перешёл в тернопольскую «Ниву», в команде отыграл 8 игр. Также он играл в фарм-клубе «Нивы», «Тернополе-Ниве-2» и провёл 2 матча. С 2002 года по 2003 год выступал за иванофранковское «Прикарпатье», где сыграл 7 игр. В фарм-клубе «Лукоре» сыграл в 8 матчах. Летом 2003 года перешёл в «Нафком-Академию» и сыграл в 26 матчах. Весной 2004 года провёл 2 игры за «Рось» из Белой Церкви.
Летом 2004 года перешёл в ужгородское «Закарпатье». В составе команды выступал в Высшей лиге Украины. Всего за команду провёл 40 матчей. В 2007 году выступал за ОДЕК из Оржева. Затем перешёл в «Крымтеплицу» из Молодёжного, где стал капитаном. В Первой лиге за команду провёл 150 игр и забил 2 гола.
В конце августа 2012 года подписал контракт с тернопольской «Нивой». В составе команды в Первой лиге провёл 14 матчей и забил 2 гола и в Кубке Украины сыграл в 2 матчах. С 2013 года выступает за ОДЕК.